# Run Run Run (canção de The Velvet Underground)
"Run Run Run" (às vezes escrita como Run, Run, Run) é uma canção da banda norte-americana de rock The Velvet Underground, originalmente lançada em seu álbum de estreia, The Velvet Underground & Nico.

## História

### Composição
A canção foi escrita no verso de um envelope por Lou Reed enquanto ele e a banda estavam a caminho de um show no clube Café Bizarre. Liricamente, detalha vários personagens que vivem em Nova Iorque, incluindo a "Teenage Mary", "Margarita Passion", "Seasick Sarah" e o "Beardless Harry", todos os quais são detalhados usando ou procurando por drogas. Além de mencionar locais da cidade, como a Union Square e a 47th Street, a música faz uso de termos de drogas combinados com imagens religiosas. Dois dos quatro versos falam diretamente do uso de heroína. Na música, Marguerita Passion tentou vender sua alma para conseguir "uma dose", enquanto Seasick Sarah "ficou azul" (referência à asfixia), fazendo com que seus anjos entrassem em pânico. A música também é conhecida por causa do solo de guitarra cacofônico de Reed.

## Ficha técnica
The Velvet Underground
- Lou Reed – vocais, guitarra
- John Cale – baixo
- Sterling Morrison – guitarra, vocais de apoio
- Maureen Tucker – percussão

Produção
- Andy Warhol – produtor

## Versõescover
- Beck fez uma versão cover completa do The Velvet Underground & Nico, incluindo "Run Run Run" como parte de seu projeto Record Club.
- A orquestra anglo-canadense The Flowers of Hell lançou uma versão instrumental da canção em seu álbum de covers de 2012, Odes.[4]
- Uma versão foi gravada especialmente por Julian Casablancas para a série de televisão Vinyl. Apareceu na trilha sonora do segundo episódio, ao lado de "Venus in Furs".